# María de los Ángeles Martínez
María de los Ángeles Martínez López (León, Guanajuato, 18 de febrero de 1996) es una futbolista mexicana que juega actualmente como portera en Club León Femenil de la Liga Mx Femenil. Formó parte de la Selección mexicana Sub-20 en el mundial de Papúa Nueva Guinea 2016 y fue campeona en dos ocasiones con el club Tigres Femenil, en el torneo Clausura 2018 y Clausura 2019.

## Biografía
Ángeles Martínez nació en León, Guanajuato. De familia de deportistas (atletismo y tiro deportivo), sus padres Ángeles López Quezada y Enrique Martínez Oliva y sus hermanos, Gabriela y Enrique.
Inició su trayectoria como futbolista a los 8 años como delantera en Unión de Curtidores, equipo con una amplia historia de tradición en la ciudad y posteriormente en Club Talentos de León, el cual representa a la ciudad en categorías inferiores, equipo donde adopta la posición de portera. Al terminar los estudios de secundaria, pasa a formar parte del equipo representativo de futbol de la Universidad de León (UDL) durante su periodo de preparatoria.
A través de una beca deportiva, sus estudios universitarios los realiza en la Universidad Autónoma de Nuevo León, cursando la licenciatura en Ciencias de la Actividad Física y Deporte y formando parte del equipo de futbol soccer de Tigres de la universidad. En el inter, es llamada a la Selección de Nuevo León y de ahí es llamada a la Selección Mexicana Sub-20 donde participa en el Mundial Sub-20 en Papúa Nueva Guinea.

## Trayectoria Profesional
Su carrera como profesional inicia en 2017 con el inicio de la Liga Mx Femenil
En el club Tigres Femenil, club donde participa a lo largo de 4 torneos y consigue 2 títulos:
- Clausura 2018, al mando de Osvaldo Batocletti, participa como titular, en aquella histórica final regia entre Tigres Femenil y Rayados Femenil rompió un récord mundial de asistencia con 51,211 para un partido oficial femenil en el Estadio BBVA. El partido se define en una tanda de penales, y participa en una atajada al primer penal, encaminando al equipo por la primera copa de la institución en su rama.
- Clausura 2019, esta vez lideradas por Ramón Villa Zeballos, nuevamente en el mismo escenario y mismos equipos, esta vez como portera suplente obtiene la segunda presea.

Al terminar su ciclo con las "Amazonas", decide probar suerte en el equipo de su ciudad, y actualmente milita en el Club León Femenil.

## Estadísticas
| Fase         | División        | Torneo        | Club                  | JJ | MJ   | JT | G | AG | TA | TR |
| ------------ | --------------- | ------------- | --------------------- | -- | ---- | -- | - | -- | -- | -- |
| Calificación | LIGA MX Femenil | Apertura 2022 | León                  | 2  | 180  | 2  | 0 | 0  | 0  | 0  |
| Calificación | LIGA MX Femenil | Clausura 2022 | León                  | 15 | 1297 | 15 | 0 | 0  | 0  | 0  |
| Calificación | LIGA MX Femenil | Apertura 2021 | León                  | 15 | 1350 | 15 | 0 | 0  | 0  | 0  |
| Calificación | LIGA MX Femenil | Clausura 2021 | León                  | 6  | 451  | 5  | 0 | 0  | 0  | 0  |
| Calificación | LIGA MX Femenil | Apertura 2020 | León                  | 10 | 900  | 10 | 0 | 0  | 0  | 0  |
| Calificación | LIGA MX Femenil | Clausura 2020 | León                  | 2  | 180  | 2  | 0 | 0  | 0  | 0  |
| Calificación | LIGA MX Femenil | Apertura 2019 | León                  | 1  | 46   | 0  | 0 | 0  | 0  | 0  |
| Calificación | LIGA MX Femenil | Clausura 2019 | Tigres de la U.A.N.L. | 2  | 169  | 1  | 0 | 0  | 0  | 0  |
| Calificación | LIGA MX Femenil | Apertura 2018 | Tigres de la U.A.N.L. | 6  | 512  | 6  | 0 | 0  | 0  | 0  |
| Calificación | LIGA MX Femenil | Clausura 2018 | Tigres de la U.A.N.L. | 7  | 630  | 7  | 0 | 0  | 0  | 0  |
| Calificación | LIGA MX Femenil | Apertura 2017 | Tigres de la U.A.N.L. | 0  | 0    | 0  | 0 | 0  | 0  | 0  |

## Títulos
- Campeona (Torneo clausura, 2018)
- Campeona (Torneo clausura, 2019)